# Para mí
Para mí es el quinto álbum de estudio de la cantante mexicana Yuridia, salió al mercado oficialmente el 6 de diciembre del 2011. El primer sencillo de este álbum es Ya te olvidé, el cual fue lanzado el 31 de octubre, en la radios del interior Mexicano; y lanzado al mercado el 15 de noviembre del 2011. El segundo sencillo de este espectacular álbum es Lo que son las cosas, fue confirmado por la disquera Sony México y por la misma Yuridia por medio de su cuenta oficial en Twitter.

## Información
Los motivos del nombre del álbum surgieron, según Yuridia dijo con sus propias palabras en una entrevista: Quise nombrarlo con el título Para mí por varias razones, la principal por mi mamá, que en realidad este disco se lo quiero dedicar a mi familia, a mi mamá. Lo hice por mi mamá porque ella cantaba Para mí cuando yo era pequeña y cantaba todas estas canciones. Y también en realidad los artistas originales de todos los temas que forman parte del disco sentía que cantaban Para mí. Entonces este disco deseo que sea todo Para mí. Un poquito egoísta de mi parte, pero es de ahí que sale el título del álbum.

## Promoción
El disco fue promocionado por el Tour Para mí, paso por territorios mexicanos, estadounidenses y venezolanos. Empezó el 9 de septiembre en Zacatecas y culminó el 2 de marzo en Barquisimeto, Venezuela.

## Lista de canciones
| N.º | Título                       | Duración |  |
| 1.  | «Con solo una mirada»        | 3:45     |  |
| 2.  | «Ya te olvidé»               | 3:31     |  |
| 3.  | «Pienso en ti»               | 3:52     |  |
| 4.  | «A dónde va el amor»         | 3:44     |  |
| 5.  | «Si quieres verme llorar»    | 3:06     |  |
| 6.  | «Enamorada y herida»         | 3:43     |  |
| 7.  | «Señora»                     | 3:42     |  |
| 8.  | «Noche de copas»             | 3:08     |  |
| 9.  | «Lo que son las cosas»       | 3:54     |  |
| 10. | «Quererte a ti»              | 3:45     |  |
| 11. | «Bailando sin salir de casa» | 3:34     |  |

## Posicionamiento en listas
| País           | Lista              | Mejor posición |
| -------------- | ------------------ | -------------- |
| México         | AMPROFON           | 1              |
| Estados Unidos | Top Latin Albums   | 15             |
| Estados Unidos | Latin Pop Albums   | 4              |
| Estados Unidos | Heatseekers Albums | 27             |

| País   | Lista                             | Mejor posición |
| 2011   | 2011                              | 2011           |
| ------ | --------------------------------- | -------------- |
| México | AMPROFON (Top Español Anual 2011) | 6              |
| México | AMPROFON (Top General Anual 2011) | 8              |
| 2012   |                                   |                |
| México | AMPROFON (Top Español Anual 2012) | 1              |
| México | AMPROFON (Top General Anual 2012) | 5              |

## Certificaciones
| País   | Organismo certificador | Certificación  | Ref.  |
| ------ | ---------------------- | -------------- | ----- |
| México | AMPROFON               | Diamante + Oro | [ 7 ] |

## Premios y nominaciones
- World Music Awards 2014

- Worlds Best Album (Para mí)[cita requerida]